# Ярки (потік)
Ярки (словац. Jarky) — річка в Словаччині, права притока Гостянського потоку, протікає в окрузі Злате Моравце.
Довжина приблизно 11.1-11.7 км. Витік знаходиться в масиві Дунайська низовина (геоморфологічна підодиниця Подунайські пагорби — схил гори Кореньова); на висоті близько 570 метрів.
Протікає територією сіл Ловце; Жикава і Топольчанки. Впадає у Гостянський потік на висоті приблизно 190—195 метрів.